# Homalopygus iniquus
Homalopygus iniquus är en skalbaggsart som beskrevs av Heinrich Bickhardt 1914. Homalopygus iniquus ingår i släktet Homalopygus och familjen stumpbaggar. Inga underarter finns listade i Catalogue of Life.